# DFEL 2025/26
Die Saison 2025/26 ist die 37. Austragung der Deutschen Frauen Eishockey Liga (DFEL) bzw. der Fraueneishockey-Bundesliga in Deutschland. Die Ligadurchführung erfolgt durch den Deutschen Eishockey-Bund. Wie in der Vorsaison trägt die Liga den Sponsorennamen blossom-ic DFEL. Die Hauptrunde startet am 20. September 2025. Der EC Bergkamener Bären beantragte keine Lizenz für die Saison und zog seine Mannschaften vom Spielbetrieb zurück.

## Modus
Aufgrund der geringeren Teilnehmerzahl wurde der Spielmodus verändert. In dieser Saison tragen die Vereine eine Dreifachrunde aus, die bis zum 22. Februar 2026 dauert. Mit Ausnahme der Spiele zwischen Memmingen und Ingolstadt wurden immer zwei Spiele zwischen zwei Mannschaften an einem Wochenende am selben Ort ausgetragen. Dadurch spielt jede Mannschaft gegen jede andere entweder zweimal zu Hause und viermal auswärts oder umgekehrt. Die bisherige Drei-Punkteregelung wurde beibehalten, so dass bei einem Sieg in der regulären Spielzeit die siegreiche Mannschaft drei Punkte, die unterlegene gar keinen Punkt erhält. Bei einem Unentschieden nach der regulären Spielzeit erhalten beide Mannschaften jeweils einen Punkt. Die siegreiche Mannschaft der anschließenden Verlängerung oder des Penaltyschießens erhält einen Zusatzpunkt.
Ab dem 28. Februar 2026 finden die Playoffs statt, in denen im Best-of-5-Modus bis spätestens 4. April 2026 der Deutsche Meister ermittelt wird.

## Teilnehmende Mannschaften
Die Liga besteht aus fünf Mannschaften der Vorsaison, ohne Bergkamen. Aufsteiger gab es nicht.
| Klub                    | Ort        | Stadion                           | Kapazität |
| ----------------------- | ---------- | --------------------------------- | --------- |
| Eisbären Juniors Berlin | Berlin     | Wellblechpalast                   | 4.695     |
| HK Budapest             | Budapest   | Tüskesátor                        |           |
| ERC Ingolstadt          | Ingolstadt | Saturn-Arena                      | 4.816     |
| ERC Ingolstadt          | Ingolstadt | Saturn-Arena Halle 2 (2 Spiele)   | 800       |
| Mad Dogs Mannheim       | Mannheim   | SAP Arena Halle Nord              | 1.500     |
| ECDC Memmingen Indians  | Memmingen  | Alpha Cooling-Arena am Hühnerberg | 3.700     |

Der ERC Ingolstadt trägt seine Spiele normalerweise in der großen Halle der Saturn-Arena aus, weicht aber gelegentlich auf die Halle 2 aus.

## Hauptrunde

### Kreuztabelle
|                         | EJB | HKB | ERCI | MAN | MEM |
| ----------------------- | --- | --- | --- | --- | --- |
| Eisbären Juniors Berlin | | 25.10.2025 (–:–,–:–,–:–) Spielbericht 26.10.2025 (–:–,–:–,–:–) Spielbericht 22.11.2025 (–:–,–:–,–:–) Spielbericht 23.11.2025 (–:–,–:–,–:–) Spielbericht | 11.10.2025 (–:–,–:–,–:–) Spielbericht 12.10.2025 (–:–,–:–,–:–) Spielbericht                                                                             | 01.11.2025 (–:–,–:–,–:–) Spielbericht 02.11.2025 (–:–,–:–,–:–) Spielbericht 24.01.2026 (–:–,–:–,–:–) Spielbericht 25.01.2026 (–:–,–:–,–:–) Spielbericht           | 27.09.2025 (–:–,–:–,–:–) Spielbericht 28.09.2025 (–:–,–:–,–:–) Spielbericht                                                                             |
| HK Budapest             | 04.10.2025 (–:–,–:–,–:–) Spielbericht 05.10.2025 (–:–,–:–,–:–) Spielbericht                                                                                       | | 01.11.2025 (–:–,–:–,–:–) Spielbericht 02.11.2025 (–:–,–:–,–:–) Spielbericht 21.02.2026 (–:–,–:–,–:–) Spielbericht 22.02.2026 (–:–,–:–,–:–) Spielbericht | 20.09.2025 (–:–,–:–,–:–) Spielbericht 21.09.2025 (–:–,–:–,–:–) Spielbericht                                                                                       | 20.12.2025 (–:–,–:–,–:–) Spielbericht 21.12.2025 (–:–,–:–,–:–) Spielbericht 17.01.2026 (–:–,–:–,–:–) Spielbericht 18.01.2026 (–:–,–:–,–:–) Spielbericht |
| ERC Ingolstadt          | 20.09.2025 (–:–,–:–,–:–) Spielbericht 21.09.2025 (–:–,–:–,–:–) Spielbericht 17.01.2026 (–:–,–:–,–:–) Spielbericht (Halle 2) 18.01.2026 (–:–,–:–,–:–) Spielbericht | 15.11.2025 (–:–,–:–,–:–) Spielbericht 16.11.2025 (–:–,–:–,–:–) Spielbericht                                                                             | | 27.09.2025 (–:–,–:–,–:–) Spielbericht 28.09.2025 (–:–,–:–,–:–) Spielbericht 04.10.2025 (–:–,–:–,–:–) Spielbericht 05.10.2025 (–:–,–:–,–:–) Spielbericht (Halle 2) | 23.11.2025 (–:–,–:–,–:–) Spielbericht 25.01.2026 (–:–,–:–,–:–) Spielbericht                                                                             |
| Mad Dogs Mannheim       | 06.12.2025 (–:–,–:–,–:–) Spielbericht 07.12.2025 (–:–,–:–,–:–) Spielbericht                                                                                       | 29.11.2025 (–:–,–:–,–:–) Spielbericht 30.11.2025 (–:–,–:–,–:–) Spielbericht 10.01.2026 (–:–,–:–,–:–) Spielbericht 11.01.2026 (–:–,–:–,–:–) Spielbericht | 20.12.2025 (–:–,–:–,–:–) Spielbericht 21.12.2025 (–:–,–:–,–:–) Spielbericht                                                                             | | 15.11.2025 (–:–,–:–,–:–) Spielbericht 16.11.2025 (–:–,–:–,–:–) Spielbericht 21.02.2026 (–:–,–:–,–:–) Spielbericht 22.02.2026 (–:–,–:–,–:–) Spielbericht |
| ECDC Memmingen Indians  | 29.11.2025 (–:–,–:–,–:–) Spielbericht 30.11.2025 (–:–,–:–,–:–) Spielbericht 10.01.2026 (–:–,–:–,–:–) Spielbericht 11.01.2026 (–:–,–:–,–:–) Spielbericht           | 11.10.2025 (–:–,–:–,–:–) Spielbericht 12.10.2025 (–:–,–:–,–:–) Spielbericht                                                                             | 22.11.2025 (–:–,–:–,–:–) Spielbericht 23.11.2025 (–:–,–:–,–:–) Spielbericht 06.12.2025 (–:–,–:–,–:–) Spielbericht 24.01.2026 (–:–,–:–,–:–) Spielbericht | 25.10.2025 (–:–,–:–,–:–) Spielbericht 26.10.2025 (–:–,–:–,–:–) Spielbericht                                                                                       | |

### Tabelle
| Platz | Mannschaft              | Spiele | S | OTS | OTN | N | Tore | Punkte |
| ----- | ----------------------- | ------ | - | --- | --- | - | ---- | ------ |
| 1.    | ECDC Memmingen Indians  | 0      | 0 | 0   | 0   | 0 | 0:0  | 0      |
| 2.    | HK Budapest             | 0      | 0 | 0   | 0   | 0 | 0:0  | 0      |
| 3.    | Eisbären Juniors Berlin | 0      | 0 | 0   | 0   | 0 | 0:0  | 0      |
| 4.    | Mad Dogs Mannheim       | 0      | 0 | 0   | 0   | 0 | 0:0  | 0      |
| 5.    | ERC Ingolstadt          | 0      | 0 | 0   | 0   | 0 | 0:0  | 0      |

Erläuterungen: Qualifikation für die Playoffs; Abkürzungen: S = Sieg nach regulärer Spielzeit, OTS = Sieg nach Overtime, OTN = Niederlage nach Overtime, N = Niederlage nach regulärer Spielzeit

## Unterklassige Ligen
Unterhalb der vom DEB organisierten DFEL gibt es unterschiedliche, von Landesverbänden organisierte Frauenligen.

### 2. Ligen

#### 2. Liga Nord
Die 2. Liga Nord wird vom Eishockeyverband Nordrhein-Westfalen ausgerichtet. Neu in der Liga sind die Düsseldorfer EG und Aufsteiger FASS Berlin.
| Platz | Mannschaft                             | Spiele | S | OTS | OTN | N | Tore | Punkte |
| ----- | -------------------------------------- | ------ | - | --- | --- | - | ---- | ------ |
| 1.    | EC Hannover Indians (M)                | 0      | 0 | 0   | 0   | 0 | 0:0  | 0      |
| 2.    | SpG ERV Dinslakener Kobras / Herner EV | 0      | 0 | 0   | 0   | 0 | 0:0  | 0      |
| 3.    | EC Bergisch Land                       | 0      | 0 | 0   | 0   | 0 | 0:0  | 0      |
| 4.    | Cold Play Sharks Mechelen              | 0      | 0 | 0   | 0   | 0 | 0:0  | 0      |
| 5.    | KEC „Die Haie“                         | 0      | 0 | 0   | 0   | 0 | 0:0  | 0      |
| 6.    | FASS Berlin (N1)                       | 0      | 0 | 0   | 0   | 0 | 0:0  | 0      |
| 7.    | Düsseldorfer EG (N2)                   | 0      | 0 | 0   | 0   | 0 | 0:0  | 0      |

 Sportlicher Aufstieg in die DFEL, (M) Vorjahresmeister, (N1) Aufsteiger, (N2) neue Mannschaft, Stand: vor Saisonbeginn

#### 2. Liga Süd / Bayernliga
Der Bayerische Eissport-Verband richtet die zweitklassige Bayernliga aus.

### Weitere Ligen

#### 1. Frauenliga Nord/Ost
Ausrichter der 1. Frauenliga Nord/Ost ist der Niedersächsische Eissport-Verband.

#### Landesliga NRW
Die drittklassige Landesliga Nordrhein-Westfalen wird vom Eishockeyverband Nordrhein-Westfalen ausgerichtet. Ihr Sieger steigt in die 2. Liga Nord auf.
| Platz | Mannschaft                 | Spiele | S | OTS | OTN | N | Tore | Punkte |
| ----- | -------------------------- | ------ | - | --- | --- | - | ---- | ------ |
| 1.    | Grefrather EG (A)          | 0      | 0 | 0   | 0   | 0 | 0:0  | 0      |
| 2.    | KEC „Die Haie“ 1b (M)      | 0      | 0 | 0   | 0   | 0 | 0:0  | 0      |
| 3.    | Ratinger Ice Aliens 97     | 0      | 0 | 0   | 0   | 0 | 0:0  | 0      |
| 4.    | TSVE Bielefeld             | 0      | 0 | 0   | 0   | 0 | 0:0  | 0      |
| 5.    | Eisadler Dortmund          | 0      | 0 | 0   | 0   | 0 | 0:0  | 0      |
| 6.    | Tornado Women Luxembourg   | 0      | 0 | 0   | 0   | 0 | 0:0  | 0      |
| 7.    | DEC Düsseldorf Devils      | 0      | 0 | 0   | 0   | 0 | 0:0  | 0      |
| 8.    | ESV Bergisch Gladbach (N1) | 0      | 0 | 0   | 0   | 0 | 0:0  | 0      |
| 9.    | Soester EG (N2)            | 0      | 0 | 0   | 0   | 0 | 0:0  | 0      |

 Aufstieg in die 2. Liga Nord, (A) Absteiger aus der 2. Liga Nord, (N1) Aufsteiger aus der Bezirksliga NRW, (N2) neue Mannschaft, Stand: vor Saisonbeginn

#### Bezirksliga NRW
Der Sieger der Bezirksliga NRW steigt in die Landesliga auf.
| Platz | Mannschaft                   | Spiele | S | OTS | OTN | N | Tore | Punkte |
| ----- | ---------------------------- | ------ | - | --- | --- | - | ---- | ------ |
| 1.    | ESV Bergkamen (A)            | 0      | 0 | 0   | 0   | 0 | 0:0  | 0      |
| 2.    | EJ Kassel Huskies Ladies     | 0      | 0 | 0   | 0   | 0 | 0:0  | 0      |
| 3.    | KEC „Die Haie“ Ic            | 0      | 0 | 0   | 0   | 0 | 0:0  | 0      |
| 4.    | ESC Darmstadt                | 0      | 0 | 0   | 0   | 0 | 0:0  | 0      |
| 5.    | DSC Krefeld                  | 0      | 0 | 0   | 0   | 0 | 0:0  | 0      |
| 6.    | Herforder EV                 | 0      | 0 | 0   | 0   | 0 | 0:0  | 0      |
| 7.    | ESV Bergisch Gladbach 1b (N) | 0      | 0 | 0   | 0   | 0 | 0:0  | 0      |
| 8.    | DEC Düsseldorf Devils 1b (N) | 0      | 0 | 0   | 0   | 0 | 0:0  | 0      |

 Aufstieg in die Landesliga NRW, (A) Absteiger aus der Landesliga NRW, (N) neue Mannschaft, Endstand 13. April 2025